# Nebelhandgranate 39
Die Nebelhandgranate 39 (kurz: Nb. Hgr. 39) war eine Rauchgranate der Wehrmacht im Zweiten Weltkrieg.

## Geschichte
Der Wehrmacht fehlte eine geeignete Nebelgranate, mit der die Infanterie Vorstöße oder Rückzüge decken oder eine Stellung angreifen konnte. Somit begann man auf Basis der Stielhandgranate 24 eine Nebelhandgranate zu entwickeln. Für die neue Nebelhandgranate 39 musste der Zündmechanismus umgebaut und eine Rauchladung anstelle des Sprengstoffes genutzt werden. Der Rauch trat aus kleinen Öffnungen an der Unterseite des Ladungskopfes aus. Um die Nebelhandgranate besser von einer Stielhandgranate unterscheiden zu können, hatte sie große Markierungen auf dem Kopf und ein weißes Band auf dem Griff. Der Griff wurde mit Riefen versehen, so dass sie durch Berührung unterschieden werden konnten.

## Technische Daten
Die Nebelhandgranate 39 ähnelte in ihrer äußeren Form und Größe vollkommen der Stielhandgranate 24. Sie bestand aus einem Nebeltopf, einem walzenförmigen und dünnwandigen Blechbehälter und dem Stiel, auf dem der Nebeltopf aufgeschraubt war. Gefüllt war der Nebeltopf mit der gleichen Masse wie die Nebelkerze 39 mit einem Gemisch aus Aluminiumpulver und Hexachlorethan. Um eine bessere Erkennbarkeit zu gewährleisten, wurden die Nebelhandgranaten mit Riefen am Griff versehen. Dadurch konnte auch in der Dunkelheit die richtige Granate gegriffen werden. In der Mitte hatten sie einen 2 cm breiten weißen Farbstreifen, um bei Tag eine leichte und schnelle Identifizierung zu gewährleisten.
Der Nebeltopf war durch einen Zwischendeckel mit Zündladungsröhrchen verschlossen. Darüber befand sich der mit Nebelabzugslöchern versehene Gewindedeckel, in den der Stiel eingeschraubt wurde. Um den Nebeltopf vom herkömmlichen Granatentopf unterscheiden zu können, gab es auch hier einen weißen Farbstreifen rund um den Topf und die Bezeichnung Nb. Hgr. 39 in weißen Buchstaben. Als Zündmittel für die Nebelhandgranate diente, der Brennzünder 39 und die Zündladung N 4. Nach circa sieben Sekunden nach dem Abziehen entwickelte die Nebelhandgranate einen grauweißen Nebel. Die Nebeldauer betrug zwischen ein bis zwei Minuten.
Der Transport von 15 Nebelhandgranaten und den dazugehörigen Zündmitteln fand im Packkasten für Nebelhandgranaten statt. In Form und Größe ist er identisch zum Packkasten für die Stielhandgranaten 24. Um diese jedoch besser unterscheiden zu können, hatte der Packkasten für die Nebelhandgranaten über der Vorder- und Rückwand einen nach unten verlaufenden weißen Farbstreifen.

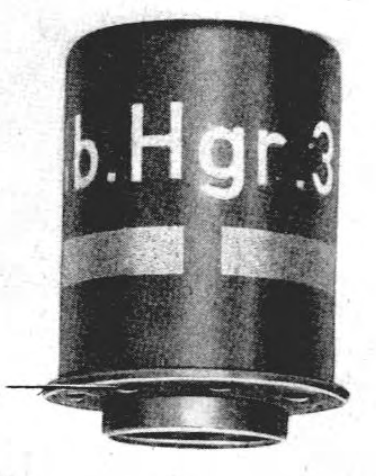
Der Nebeltopf der Nebelhandgranate 39.
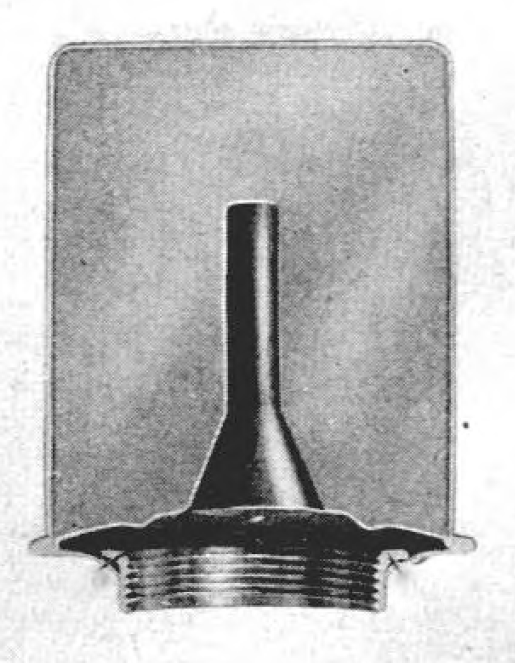
Der Nebeltopf im Querschnitt.
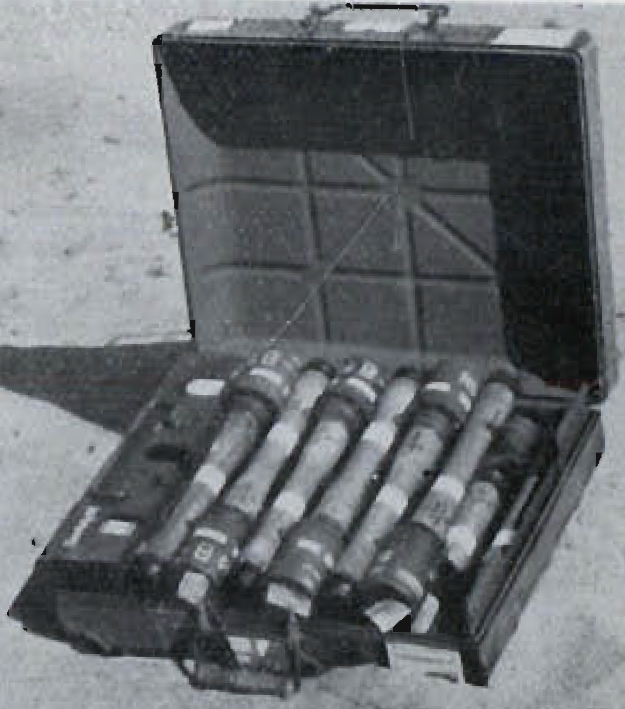
Packkasten für 15 Nebelhandgranaten 39
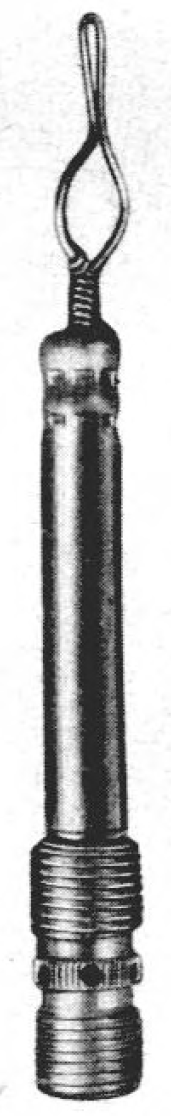
Brennzünder 39
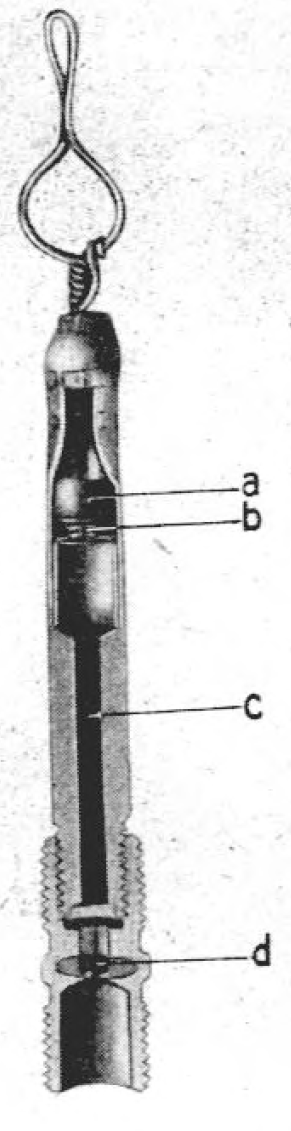
Brennzünder 39 im Querschnitt
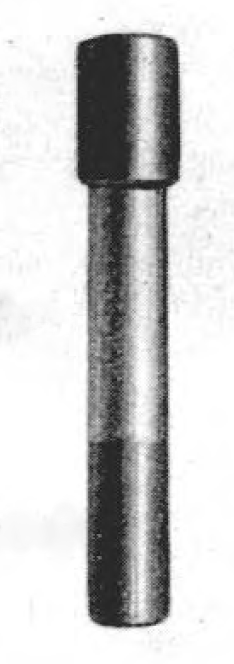
Zündladung N 4

## Einsatz
Eingesetzt wurde die Nebelhandgranate 39 vor allem beim Sturm auf Befestigungen und M. G.-Stellungen, zum Blenden kleinerer Widerstandspunkte und Panzern. Hierbei wurde sie häufig durch Panzervernichtungstrupps genutzt, wobei sie bei fahrenden Panzern nur geringe Wirkung hatte, da diese die Nebelwolke schnell überwanden. Um die Nebelhandgranate dennoch bei fahrenden Panzern einsetzen zu können oder das Aussteigen der feindlichen Panzerbesatzung zu erzwingen, wurde die Nebelhandgranate oftmals mit einem Seil und einem Gegengewicht versehen und über das Geschützrohr des feindlichen Panzers geworfen. Dadurch drang Rauch in das Fahrzeug ein und die Besatzung musste aussteigen oder der Rauch schränkte die Sicht so sehr ein, dass der Panzer halten musste.

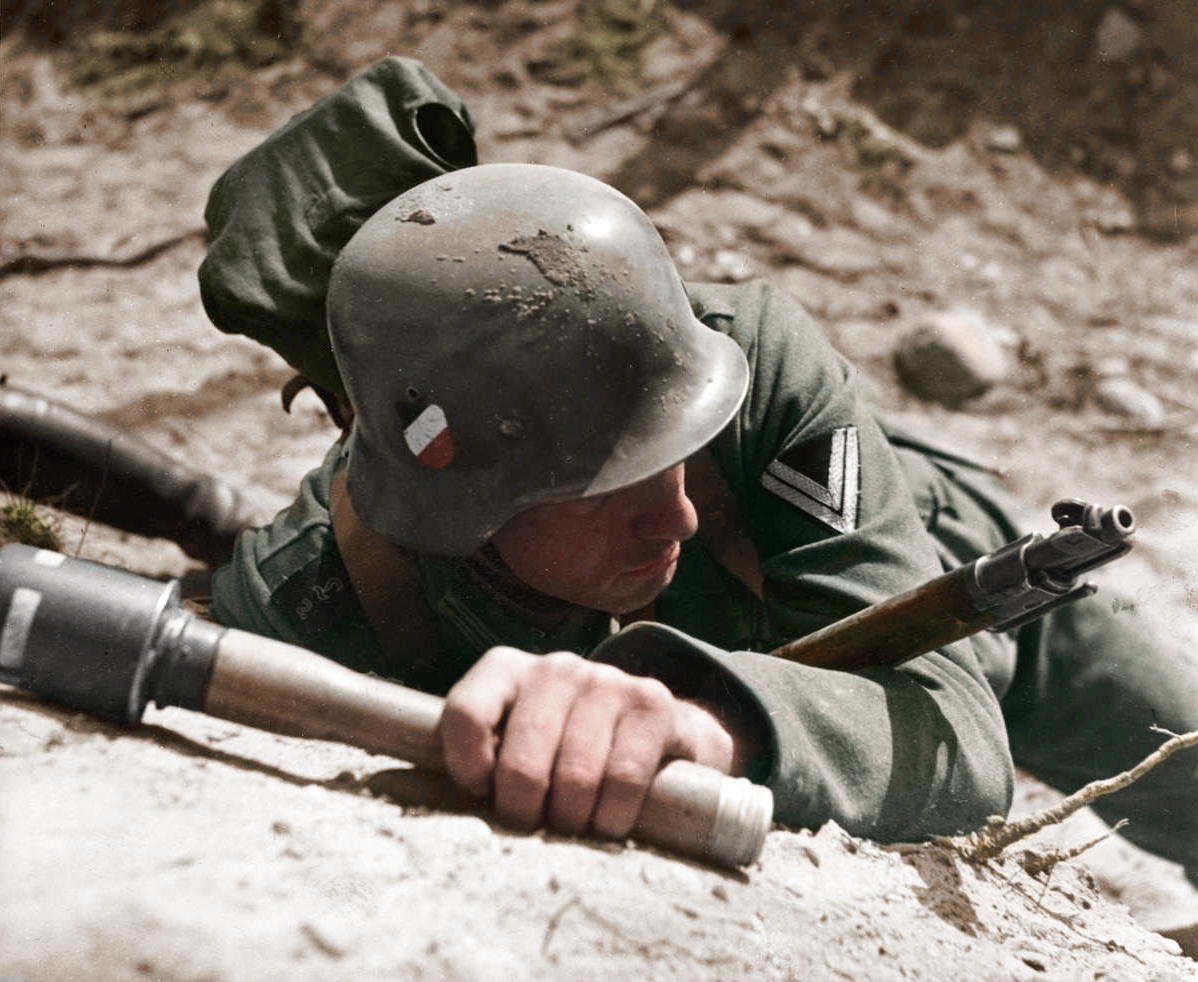
Obergefreiter der Wehrmacht mit einer Nebelhandgranate 39.
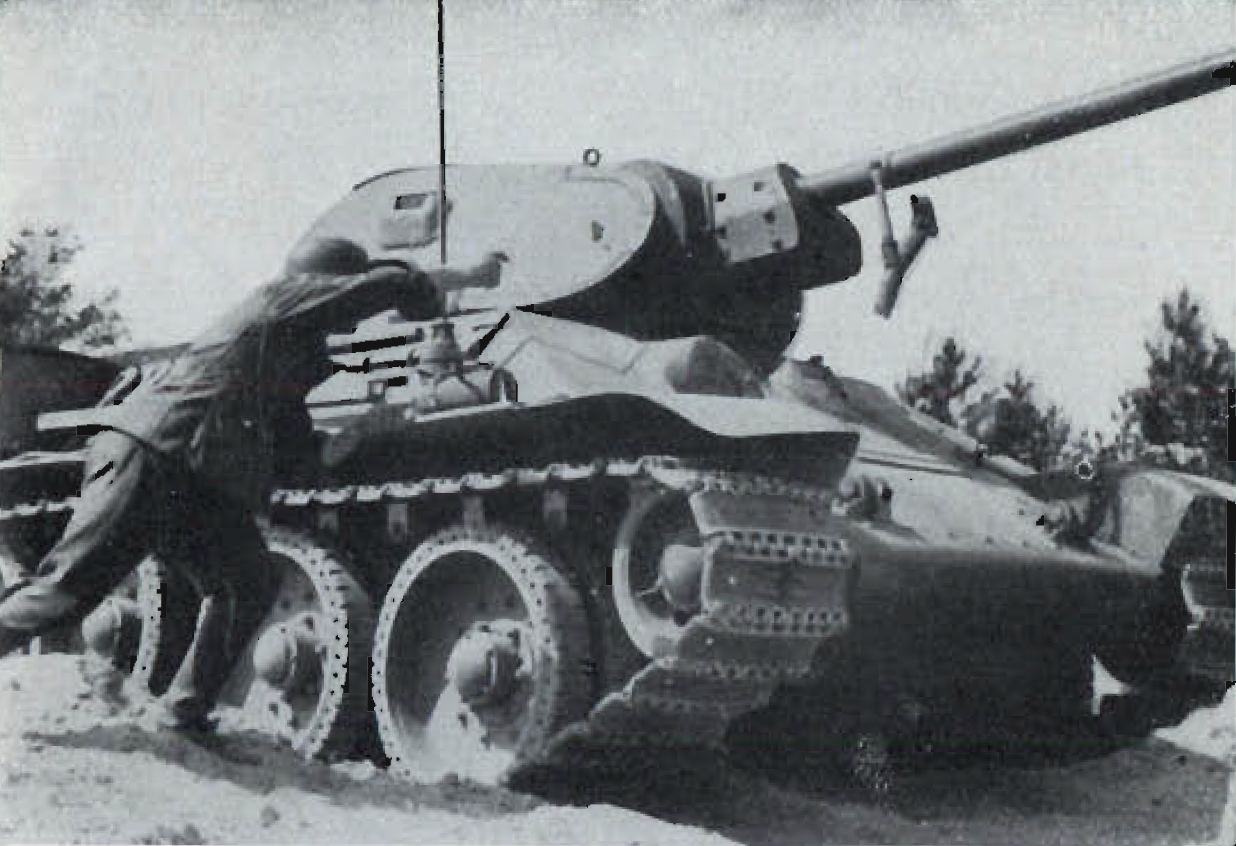
Einsatz der Nebelhandgranate mit Seil und Gegengewicht.